# Llista de rius de Ruanda
Aquesta és una llista de rius de Ruanda. Aquesta llista està ordenada per la conca de drenatge, amb els seus afluents respectius sota el nom del corrent més gran.

## Conques del Congo
El terç occidental de Ruanda està majoritàriament cobert per una serralada a l'est de la falla Albertina. Els rius drenen el costat oest d'aquesta serralada a la conca del riu Congo a través del riu Ruzizi, que desemboca a l'oceà Atlàntic. Els principals rius de Ruanda que subministren la conca del riu Congo són els Sebeya, Koko, Ruhwa, Rubyiro i Ruzizi.
- Riu Congo (República Democràtica del Congo)
  - Riu Lualaba (República Democràtica del Congo)
    - Riu Lukuga (República Democràtica del Congo)
      - Llac Tanganyika
        - Riu Ruzizi
          - Llac Kivu
            - Riu Sebeya
            - Riu Koko (Rutsiro)

          - Riu Rubyiro
          - Riu Ruhwa
            - Riu Koko (Rusizi)

## Conca del Nil
La major part de Ruanda es troba a l'est de la divisió  Congo-Nil i desemboca a la conca del Nil. Els rius principals són el riu Mwogo, el riu Rukarara, el riu Mukungwa, el riu Base, el Nyabarongo i el riu Akanyaru.
El Nyabarongo es diu Akagera després de rebre les aigües del llac Rweru.
- Riu Nil
  - Llac Victòria
    - Riu Kagera
      - Riu Nyabarongo / Akagera
        - Mbirurume
        - Mwogo
          - Rukarara

        - Mukungwa
        - Base
        - Akanyaru